# Ciobănesc de Shetland

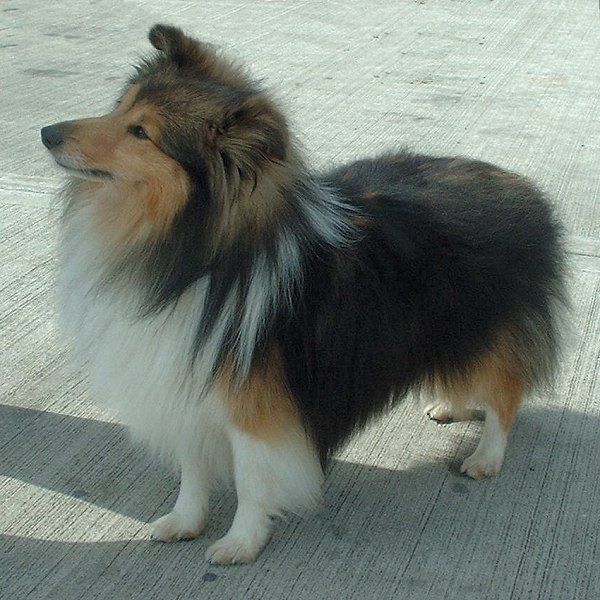
Ciobănesc de Shetland

Câinii din rasa Ciobănesc de Shetland pot fi integrați în marea familie a câinilor Collie. Originile rasei se plasează în insulele Shetland (un arhipelag situat în nordul Scoției). Locuitorii acestei insule utilizau, în vremuri străvechi, câini ciobănești de tip Spitz, probabil similari rasei moderne Ciobănesc Islandez. În timp au avut loc încrucișări aleatorii cu câini aduși de pe continent și din Arhipelagul Britanic de către navigatori, comercianți și năvălitori. Începând cu secolul al XVIII-lea, exemplare canine din Shetland au fost aduse în Anglia unde crescătorii au demarat un proces amplu de ameliorare a rasei, prin încrucișări controlate, ceea ce a dus în final la obținerea rasei Ciobănesc de Shetland (denumită inițial Shetland Collie).

### Origine
Scoția, Insulele Shetland

### Înălțime
33–41 cm

### Greutate
5–14 kg

### Speranța de viață
12-15 ani

### Grupa
Working/Herding

### Istoric rasă
Pentru ameliorarea rasei de câini adusă din Insulele Shetland și intrată în atenția crescătorilor de câini din Anglia s-au utilizat câini de rasă Rough Collie, Yakki Groenlandezi (rasă dispărută în prezent), King Charles Spaniel (dar nu varietatea Cavalier), Pomeranian și, se pare, chiar Border Collie. În insulele Shetland rasa de la care s-a pornit pentru obținerea Ciobănescului de Shetland a dispărut treptat, fiind înlocuită de eficienții câini de rasă Border Collie aduși din Scoția și Anglia. Ironia face astfel ca rasa care poartă numele acestui arhipelag să nu fi fost folosită, de fapt, ca și câine ciobănesc pe meleagurile natale, chiar și astăzi câinii rasei fiind relativ rar întâlniți în insulele de baștină. Procesul de ameliorare și selecție a rasei a fost finalizat la finele secolului al XIX-lea, astfel că secolul XX a adus recunoașterea oficială a câinilor Ciobănesc de Shetland (1909 - rasa este recunoscută de English Kennel Club, 1911 - rasa este recunoscută de American Kennel Club).

### Descriere fizică
Este un câine de talie medie spre mică. Rasa are 2 varietăți, diferențiate prin talie: standard și miniaturală. Corpul Ciobănescului de Shetland este ușor alungit, musculos. Capul este prelung, ascuțindu-se spre bot, asemănător celui al unei vulpi (conformație craniană tipică Spitz). Craniul este egal în lungime cu botul, ochii sunt mijlocii ca dimensiune, cu irisul căprui închis sau albastru. Este un lucru obișnuit în cadrul rasei fenomenul numit heterocromie oculară (ochii sunt de culori diferite) și nu constituie un element de descalificare la concursuri. Urechile sunt mici, prinse sus, ascuțite spre vârf, acesta fiind "căzut" în față. Blana dispusă pe două straturi este deasă, voluminoasă, cu firul aspru și lung, asigurând impermeabilitatea și o foarte bună protecție termică. Coada este purtată lăsată, ușor arcuită și este bogată în păr. Pe piept și gât părul lung și bogat formează jabot și coamă. Culori: auriu sau cafeniu-pal sau mahon în combinație cu alb, tricolor – negru/cărămiziu/alb și albastru (păr „marmorat” cu pete gri-deschis și gri-brun pe fond alb).

### Personalitate
Sunt câini vioi, plini de energie, activi, latră mult. Sunt intens loiali, foarte afectuoși și atașați de stăpân și familia acestuia, receptivi și atenți la stimuli. Multe exemplare sunt hiper-active, etalând o energie debordantă, greu de stăpânit. Sunt reținuți, chiar timizi în prezența străinilor acceptând greu să interacționeze cu persoane cu care nu sunt familiarizați. Cu toate acestea, nu manifestă tendințe agresive sau irascibilitate neprovocată.

### Îngrijire și sensibilitate boli
Blana bogată are nevoie de o îngrijire constantă și atentă. Periajul se recomandă să se facă la fiecare 2-3 zile, căci fenomenul năpârlirii se produce pe tot parcursul anului. La periaj trebuie insistat pe acele părți ale corpului unde părul din blană are tendința de a se încâlci și împâsli (în spatele urechilor, pe lateralele gâtului, posteriorul membrelor, regiunea perianală). Boli semnalate în cadrul rasei cu o frecvență mai ridicată: hipotiroidism, epilepsie, carcinomul celulelor de tranziție, displazia de șold, dermatomiozita, boala von Willebrand.

### Condiții de viață
Rezistă foarte bine condițiilor traiului în aer liber, grație blănii dese, cu bune calități impermeabile și călduroasă. Se vor simți foarte bine în curte, printre alte animale. Se joacă frumos cu copiii și sunt mai puțin atenți la disciplina de grup a acestora așa cum se întâmplă în cazul câinilor Border Collie. Mai ales exemplarele de talie foarte mică (varietatea miniaturală) sunt câini de interior, bine adaptați și curați.

### Dresaj
Ca toți câinii care fac parte din marea familie Collie, și Ciobăneștii de Shetland sunt maleabili și foarte dotați pentru dresaj. Agili, inteligenți și capabili de asocieri rapide, acești câini vor căuta cu ardoare să-și multumească instructorul/stăpânul și se bucură intens atunci când primesc o sarcină sau sunt cooptați la un execițiu alături de om. Sunt iuți și preciși în decizii, au o bună disciplină și posedă o energie înaltă. Foarte buni cățărători și săritori, cu un tonus excelent. Este nevoie ca dresajul să fie blând, bogat în provocări, creativ, dinamic, vor fi utile jocurile și trucurile, chiar și cele cu grad de complexitate ridicat.

### Utilitate
În pofida numelui, sunt preferați mai mult în rol de animale de companie pentru firea blândă, atașamentul și afectivitatea etalate. Totuși, ca orice câine de tip Collie, sunt bine dotați pentru controlul și conducerea animalelor și păsărilor de curte, având instincte puternice de câine de turmă.